# Sou eu
Sou eu è una canzone della cantante brasiliana Ludmilla. È stata pubblicata il 29 agosto 2016 su iTunes ed è incluso nel secondo album in studio A danada sou eu, uscito il 21 ottobre 2016.

## Video musicale
Il video musicale è stato pubblicato il 28 ottobre 2016 su YouTube.